# Christmas Tree
Christmas Tree en français : « Sapin de Noël » est une chanson de l’artiste américaine Lady Gaga, en collaboration avec le DJ et producteur britannique Space Cowboy. Il s’agit d’une piste de Noël de genre electropop écrite par Lady Gaga et Rob Fusari. Le 12 décembre 2008, le titre est commercialisé par Interscope Records à l’occasion du temps des fêtes. Il est produit par Martin Kierszenbaum ainsi que Space Cowboy, tous deux faisant partie de Cherrytree Records, une filière d’Interscope.
En décembre 2009, Christmas Tree est gratuitement disponible en téléchargement numérique sur le site Amazon.com, figurant dans la promotion « 25 Days of Free », soit en français « 25 Jours de Gratuité ». Le morceau est également inclus dans plusieurs compilations de Noël. En décembre 2010, la chanson est jointe à une boîte-compilation japonaise, The Singles, regroupant tous les singles de Gaga. En janvier 2009, la piste fait son entrée dans le Canadian Hot 100 à la 79e place, puis dans le RIAJ Digital Track Chart, le palmarès numérique japonais, au 18e rang pour enfin, en novembre 2010, se classer dans le Billboard Holiday/Seasonal Digital Songs, un hit-parade hivernal américain, au 23e échelon. Le titre a obtenu des avis mitigés, attirant la critique pour ses nuances sexuelles non-métaphoriques.

## Développement
Christmas Tree est une chanson de Noël, interprétée par Lady Gaga et en collaboration avec Space Cowboy,. Elle est écrite par Gaga et Rob Fusari, alors que sa production est signée Martin Kierszenbaum et Space Cowboy,. Space et Gaga sont présentés l’un à l’autre lors d’une soirée à Los Angeles par Martin Kierszenbaum, le directeur du label de Gaga, Cherrytree Records, une filière de Interscope Records,. Kierszenbaum leur recommande de faire une collaboration ensemble, après avoir écouté le single de Space Cowboy My Egyptian Lover, sorti en 2007, qui est en collaboration avec Nadia Oh,,. Au Noël 2007, Kierszenbaum contacte Space Cowboy et lui demande de rejoindre Gaga. Tous deux discutent au téléphone pour la première fois lors du Nouvel An, et « instantanément s’entendent bien », parlant de disques, de boules de disco, de Prince, David Bowie et de l’art,. Le duo travaille ensuite ensemble à Los Angeles pour créer Christmas Tree et Strastruck, une piste présente dans une seule édition du premier album de Gaga, The Fame,. Space Cowboy commente son expérience de travail avec Gaga en disant :

« On s’est immédiatement trouvé des atomes crochus, nous avons vécu les mêmes expériences ; nous faisons les mêmes choses, simplement dans les deux parties opposés de l’Atlantique. Quelque temps après lui avoir parlé, j’ai été invité en studio pour écrire des chansons avec elle ; nous avons finalement composé Strastruck et une autre chanson nommée Christmas Tree. Gaga est très créative, elle est superbe — la meilleure compositrice que j’ai rencontrée, et la meilleure interprète. »

Christmas Tree sort en téléchargement numérique le 16 décembre 2008 sous la publication d'Interscope Records,,. Pendant cette même période, le premier single de Gaga, Just Dance, entame son ascension dans les hit-parades. À partir de cette date, la piste est disponible en fichier MP3 sur les plateformes Amazon.com et iTunes. La chanson n’est pas incluse dans The Fame. Un après sa sortie, en décembre 2009, le titre est disponible gratuitement à la suite de la promotion faite par Amazon.com nommée « 25 Days of Free », ce qui se traduit par « 25 jours de Gratuité », consistant à offrir en téléchargement gratuit une chanson de Noël différente chaque jour à l’occasion du temps des fêtes. Christmas Tree est l’égérie de cette promotion le 6 décembre. En plus de figurer sur différentes plateformes, le morceau est disponible sur plusieurs albums de compilation, dont NOW! Christmas 4, un regroupement canadien de chansons, Christmas 101, une compilation taiwanaise, ainsi que It’s Christmas Time, une compilation américaine, toutes trois publiées en 2009,,,. De plus, le titre est présent dans d’autres albums, ceux-ci sortis à l’occasion de Noël 2010, dont Merry Xmas! Et Now That’s What I Call Christmas! 4, faisant partie de la série Now That's What I Call Music,. Christmas Tree est aussi présente dans la compilation The Singles, regroupant tous les singles de Gaga. Celle-ci est sortie en décembre 2010 exclusivement au Japon. Elle est commercialisée sous forme de boîte contenant 9 CD, incluant The Cherrytree Sessions en guise de neuvième disque, qui occasionnellement sur cette édition comporte Christmas Tree.

## Composition
Christmas Tree est une adaptation de la chanson traditionnelle de Noël Deck the Halls, incorporant la même mélodie, mais contenant des paroles modifiées traitant de la sexualité et transmettant donc un message grâce à ses nombreuses influences et métaphores sexuelles,,. Lyricquement, la piste est « étrangement festive », dû à des lignes telles que « Light me up put me on top / Let's fa-la-la-la-la-, la-la, la, la » qui se traduit par « Allume-moi mets-moi au top / Allons fa-la-la-la-la, la-la, la la ». Dans une  de ses critiques, Stelios Phili du Washington Square News affirme humoristiquement que le sens du titre est moins prêt de celui de la version originale de Deck the Halls qu’une chanson folklorique galloise intitulée Nos Galans, qui est traditionnellement chantée lors du Nouvel An au Pays de Galles,,. Ce dernier cite la première ligne de Deck the Halls, « Cold is the man who can’t love » qui se traduit par « Le froid est l’homme qui ne peut aimer », en disant qu’avec ce morceau, Gaga « ne cherche pas à prévenir un romantique homme de ne pas devenir froid, mais plutôt de lui recommander de rester sage dans sa vie sexuelle ».
La chanson contient des notes dance-pop et électroniques, ainsi qu’une instrumentation faite au synthétiseur accompagné d’un « puissant et distinctif rythme »,,,. Space Cowboy décrit la piste comme étant « futuriste ». Certaines paroles du morceau font référence à son producteur, notamment la ligne « Cherry Cherry Boom Boom », qui représente le surnom de Kierszenbaum,,. Dans le 25e épisode de sa websérie diffusée sur YouTube, Transmission Gaga-vision, Gaga déclare que « Christmas Tree est à propos du fait que l’esprit de la célébrité est le plus joyeux lors des fêtes, et je vais vous dire pourquoi ; parce que Noël est une fête qui rend les hommes et les femmes excités »,.

## Accueil critique
Christmas Tree reçoit des avis partagés de la part des critiques. Dans sa critique de la promotion « 25 Jours de Gratuité » faite par Amazon.com, Alex Rawls de Offbeat donne une note positive à la chanson. Blaguant à propos du contraste des pistes présentes dans ce coup de marketing, d’un côté religieux et d’un autre contestataire, il affirme que les chanteurs faisant partie de cette annonce devraient « prier » pour Lady Gaga. Rawls décrit plus sérieusement le titre comme n’étant « pas si désagréable » en comparaison aux cinq précédentes égéries de cette promotion, soit ceux ayant été publiés avant le 6 décembre 2009,. Estrella Adeyeri, la chroniqueuse musicale du Nouse, donne un avis positif à la chanson, complimentant ses « notes synth et nombreuses insinuations du temps des fêtes ». Ryan Brockington du New York Post salue la piste, la décrivant comme étant son « morceau des fêtes préférées », notamment grâce à ses « messages subliminaux sur la partie intime des demoiselles présents dans le couplet du pin ». Un journaliste du site GAY décrit le titre comme étant « joyeux », attestant qu’il s’agit d’un « vilain choix » de la part d’Amazon et saluant la « sombre décadence » de la chanson. Gino Dela Paz du The Philippine Star affirme que la piste est « d’abord calme puis totalement folle » tandis que Diana Nabiruma du quotidien ougandais The Weekly Observer atteste que la chanson est « vulgaire et farfelue »,. Janson Lewis du Fast Forward Weekly écrit quant à lui que le morceau est « élégamment grossier », soulignant le fait qu’il s’agit selon lui de la « meilleure nouvelle piste du temps des fêtes ». Chad Bullock de MTV inclut Christmas Tree dans sa liste des « excellents » nouvelles chansons de Noël, la décrivant comme quelque chose de « marginal et légèrement sexuel ».
Molly Gamble du Marquette Tribune accorde à Christmas Tree une note négative, critiquant la chanson pour « ses pauvres métaphores voilées » à propos du sexe et note que la chanson est « éhontée ». Elle atteste que la piste n’est pas un titre qui peut être écouté en présence de la famille et qu’il « donne l’impression que Noël est un événement obscène ». Katie Hasty et Melinda Newman de HitFix livrent un avis très négatif du morceau, le décrivant comme étant « colossalement stupide ainsi qu'atroce » et affirmant que Christmas Tree est la « pire chanson de Noël que le monde a pu écouter », déplorant ses métaphores sexuelles. Cassaundra Baber du Observer Dispatch place le titre dans sa liste des « Horribles succès de Noël », attaquant la piste pour sa « sexualisation », et déclarant qu’elle n’est « pas pour les enfants ».
Dans sa critique de NOW! Christmas 4, le chroniqueur musical du Eye Weekly, Chris Bilton, déclare que la piste est « porno-tastique », citant les paroles « My Christmas tree is delicious » qui se traduit par « Mon abre de Noël est délicieux ». Bilton certifie que Christmas Tree est une des chansons qui permet à la compilation d’être « digne de cette série »,. Également dans une critique de NOW! Christmas 4, le journaliste Doug Gallant du Charlottetown Guardian souligne que le morceau est « terriblement entraînant ». De son côté, Beverley Lunney, journaliste au Winnipeg Free Press, donne une note négative au titre, attestant que les auditeurs pourraient être « offensés » par « les métaphores du titre qui ne sont décidément pas très festives ». Plus positif, David Sterdan du Ottawa Sun soutient que Christmas Tree est « la seule raison d’acheter » NOW! Christmas 4 et recommande de la télécharger. Dans une critique de NOW! Christmas 4, John Lucas du The Georgia Straight décrit la piste comme étant « grossièrement électro » et « tellement ouverte à propos du sexe que cela nous fait demander si la vigilance constante de Now! a été mise de côté », prétendant toutefois que la chanson est « la seule exception » à la banalité de la compilation. Dans une critique de It’s Christmas Time, Polly Weeks du Chester Chronicle assure que la piste est quelque chose qui « gardera les adolescents heureux ». Matthew Coob du HiFI Magazine affirme que Christmas Tree fait partie du « bon » nouveau matériel musical, notant qu’elle est « vulgaire, mais amusante » alors que Adrian I du Music News salue la chanson dans une critique de Merry Xmas!,.

## Performance dans les hit-parades
Vu les fortes ventes numériques de la piste, lors de la première semaine de janvier 2009, Christmas Tree entre dans le Canadian Hot 100 au 79e rang puis en est exclue la semaine qui suit. En novembre 2010, la chanson se classe dans le RIAJ Digital Track Chart, le hit-parade numérique du Japon, à la 18e position, qui reste son apogée. Les semaines suivantes, elle atteint respectivement le 51e échelon, le 74e, le 81e puis le 100e, avant d’être définitivement exclu du palmarès,,,. De plus, toujours en novembre 2010, le titre se positionne dans le Billboard Holiday/Seasonal Digitals Songs, un hit-parade regroupant les chansons de Noël les plus vendues aux États-Unis, atteignant le 23e numéro. En décembre 2010, le morceau se classe toujours à la 23e position, mais cette fois-ci du Hot 100 Holiday Christmas Songs, un palmarès compilé par Billboard, qui se base sur les ventes et diffusions radiophoniques des chansons lors de l’hiver, compilées par SoundScan ainsi que Nielson BDS,.

## Liste des pistes
- Téléchargement numérique américain[51]

1. Christmas Tree (avec Space Cowboy) – 2:22

## Crédits
| - Lady Gaga - Écriture - Martin Kierszenbaum - Production | - Rob Fusari - Écriture - Space Cowboy - Production Source |

## Classements
| Pays                                        | Position | Temps au hit-parade | Certification |
| ------------------------------------------- | -------- | ------------------- | ------------- |
| Canada                                      | 79e      | 1 semaine           |               |
| États-Unis (Holiday/Seasonal Digital Songs) | 23e      | [ Note 3 ]          |               |
| Japon (numérique)                           | 18e      | 5 semaines          |               |

## Historique des sorties
| Pays        | Date             | Format    |
| ----------- | ---------------- | --------- |
| États-Unis  | 16 décembre 2008 | Numérique |
| Canada      | 10 mai 2009,     | Numérique |
| Royaume-Uni | 10 mai 2009,     | Numérique |